# Evander Holyfield vs. Riddick Bowe
L'incontro di pugilato Evander Holyfield vs. Riddick Bowe si disputò presso il Thomas & Mack Center di Paradise, Nevada, nei pressi di Las Vegas, il 13 novembre 1992. Il match, valevole per il titolo di indiscusso campione mondiale dei pesi massimi (costituito dai titoli WBA, WBC, IBF e Lineare), fu vinto da Bowe ai punti per decisione unanime al 12º round.

## Contesto
Il 25 ottobre 1990, il primo sfidante al titolo Holyfield affrontò Buster Douglas alla sua prima difesa dopo che otto mesi prima questi aveva sconfitto per KO Mike Tyson a Tokyo, conquistando il titolo mondiale dei pesi massimi e sorprendendo pubblico e addetti ai lavori. Holyfield sconfisse un Douglas fuori forma per KO alla terza ripresa, e successivamente difese il titolo in tre occasioni. La prima contro l'ormai anziano George Foreman, sconfitto ai punti per decisione unanime. Dopo questa vittoria Holyfield avrebbe dovuto affrontare Tyson l'8 novembre 1991, ma Tyson si tirò indietro causa infortunio. Al suo posto, Holyfield affrontò il semisconosciuto Bert Cooper che gli inflisse il primo knockdown in carriera, prima di essere messo KO a sua volta in un combattimento che la WBC si rifiutò di sanzionare come valevole per il titolo. Il match con Tyson venne definitivamente cancellato dopo che Iron Mike fu incarcerato per stupro all'inizio del 1992. La terza difesa fu con Larry Holmes, vecchio campione ormai quarantatreenne, che fu sconfitto ai punti per decisione unanime. Dopo queste tre difese "minori" che attirarono le critiche degli addetti ai lavori, nel mondo della boxe emerse come unico sfidante credibile di Holyfield l'imbattuto Riddick Bowe per legittimare il suo regno da campione.

## L'incontro
In quello che sarebbe diventato uno dei più grandi incontri di pugilato di tutti i tempi, Bowe sconfisse Holyfield ai punti per decisione unanime, con un punteggio da parte dei tre giudici di 117–110, 117–110 e 115–112. Sebbene fosse dato come favorito, Holyfield ebbe difficoltà a combattere con un avversario più grande, forte e giovane come Bowe, che portò a segno il 53% dei 248 colpi assestati contro il 39% dei 161 di Holyfield. L'incontro è noto in particolare per il decimo round, dove Bowe colpì Holyfield con diverse combinazioni potenti facendolo vacillare. Il campione, tuttavia, riuscì a resistere e dominò la seconda parte del round, portando a segno svariati colpi. Bowe dominò il round successivo, mandando al tappeto un esausto Holyfield con un destro al lato della testa. Anche se l'annunciatore Jim Lampley affermò che "sarebbe stato un miracolo" se Holyfield avesse finito il round, egli riuscì a rialzarsi e a portare a termine la ripresa. Nel dodicesimo round, Holyfield fu maggiormente aggressivo sapendo di essere in svantaggio nei cartellini dei giudici, ma Bowe riuscì a controbatterlo e vinse il titolo di campione dei pesi massimi per decisione unanime dei giudici.

### Arbitro e giudici
- Arbitro: Richard Steele
- Giudice: Dalby Shirley
- Giudice: Jerry Roth
- Giudice: Chuck Giampa

## Conseguenze
L'incontro fu molto apprezzato da critica e pubblico, venendo dichiarato combattimento dell'anno e il decimo round del match vinse anche il premio di migliore round della rivista specializzata Ring Magazine. Solamente un mese dopo, Bowe rese vacante il titolo WBC Heavyweight dopo essersi rifiutato di difendere la cintura contro il primo sfidante al titolo Lennox Lewis in quanto le due controparti non si erano messe d'accordo sul compenso economico spettante. Tuttavia Bowe mantenne i titoli WBA e IBF, difendendoli con successo ottenendo facili vittorie con Michael Dokes e Jesse Ferguson. Dopo molte anticipazioni, Bowe e Holyfield si sarebbero scontrati nel rematch il 6 novembre 1993, questa volta vinto da Holyfield ai punti.